# 會川昇
會川昇（1965年8月9日—），本名，東京都出身。日本动画界一大怪才，擅长做恢宏大气的架空题材的脚本。

## 來歷
高中時代就創作過《亞空大作戰Srungle》第29話的劇本，畢業後曾當過雜誌編輯，一開始以三陽五郎為筆名在《ANIMAGE》和《B-CLUB》上發表短篇漫畫作品，1992年用本名「會川昇」發表，逐漸活躍在動畫界，作品有《超音戰士》、《爆走獵人》等，近年来的话题作如《十二国記》、《鋼之鍊金術師》等等都与他有着或多或少的关系。會川昇同時亦是少數曾於超人力霸王系列、假面騎士系列及超級戰隊系列三大著名日本特攝系列都有參與的劇本家。

## 作品

### 劇本
1983年
- 亞空大作戰Srungle（劇本）

1986年
- 時空戰士（劇本）

1987年
- 特搜最前線（日语：特捜最前線）（原案）
- 伙頭智多星（劇本）
- 破邪大星ダンガイオー（日语：破邪大星ダンガイオー）（劇本）
- 超神傳說（劇本，初期三部作のみ三陽五郎名義）
- 大魔獣激闘 鋼の鬼（日语：大魔獣激闘 鋼の鬼）（原案、劇本）
- 戰國奇譚妖刀傳（日语：戦国奇譚妖刀伝）（劇本，ただし『鬼哭の章』以降）

1988年
- 竜世紀（日语：竜世紀）（劇本統籌、劇本）
- 吸血姬美夕（劇本）
- 超音戰士（劇本）
- 冥王計劃志雷馬（劇本）
- 燃える!お兄さん（日语：燃える!お兄さん）（劇本）
- 孔雀王 鬼還祭（劇本）

1989年
- エンゼルコップ（日语：エンゼルコップ）（第1話劇本）
- 昆虫物語 みなしごハッチ（日语：昆虫物語 みなしごハッチ）（劇本）
- 獅虎獸神（劇本）
- ドッグソルジャー（日语：ドッグソルジャー DOG SOLDIER:SHADOWS OF THE PAST）（劇本）
- 魔龍戦紀（日语：魔龍戦紀）（劇本）
- 妖魔（日语：妖魔 (漫画)）（劇本）

1990年
- A.D.POLICE（日语：A.D.POLICE）（劇本）
- 超人力霸王葛雷（劇本統籌、劇本原案、日本語訳 - この作品はオーストラリアで制作）
- 魔獣戦線（日语：魔獣戦線）（劇本統籌、劇本）

1991年
- THE八犬傳（企画、劇本統籌、劇本）

1993年
- THE 八犬傳 〜新章〜（劇本）
- ジェノサイバー 虚界の魔獣（日语：ジェノサイバー）（劇本）
- 疾風戰士（劇本）

1994年
- 勇者警察（劇本）
- ぼくのマリー（日语：ぼくのマリー）（協力，三陽五郎名義）
- 影武者徳川家康（日语：影武者徳川家康）（劇本，四巻まで）
- 疾風戰士 在銀光的旗幟下（劇本統籌、劇本）

1995年
- 橙路Original（廣播劇劇本、老闆的配音）
- 獣戦士ガルキーバ（日语：獣戦士ガルキーバ）（劇本）
- 爆走獵人（劇本）

1996年
- 機動戰艦（劇本統籌、劇本）

1998年
- 南海奇皇（日语：南海奇皇）（原作、劇本）

2000年
- 純情房東俏房客（劇本統籌、劇本，葉月九ロウ名義）
- 機巧奇傳（原作、劇本）

2001年
- 通靈王（劇本，葉月九ロウ名義）

2002年
- 翼神世音（劇本）
- 鬼眼狂刀（劇本統籌、劇本，小山田風狂子名義）
- 奇鋼仙女（日语：奇鋼仙女ロウラン）（原作、劇本統籌、劇本）
- 十二國記（劇本）

2003年
- 爆龍戰隊暴連者（劇本）
- GAD GUARD（劇本統籌、劇本）
- 鋼之鍊金術師（劇本統籌、劇本）

2004年
- 假面騎士劍（後半部分劇本統籌、劇本）

2005年
- 我的太太是魔法少女（企画協力）
- 武器種族傳說（劇本，小山田風狂子名義）
- 鋼之鍊金術師劇場版 香巴拉的征服者（故事、劇本）

2006年
- 轟轟戰隊冒險者（劇本統籌、劇本）
- 轟轟戰隊冒險者 THE MOVIE 最強的密寶 劇場版（日语：轟轟戦隊ボウケンジャー THE MOVIE 最強のプレシャス）（劇本）
- SIMOUN（原作、劇本，小山田風狂子名義）
- 天保異聞 妖奇士（原作、劇本）

2007年
- 大江戶火箭（劇本、劇本統籌）
- 獸拳戰隊激氣連者（劇本）

2008年
- 死亡筆記：L Change the World（脚本協力）
- 屍姬 赫（劇本統籌、劇本）
- 炎神戰隊轟音者（劇本）
- 炎神戰隊轟音者 BUNBUN!BANBAN!劇場BANG!!（日语：炎神戦隊ゴーオンジャー BUNBUN!BANBAN!劇場BANG!!）（劇本）

2009年
- 屍姬 玄（劇本統籌、劇本）
- 假面騎士DECADE（劇本統籌、劇本 第13話まで）
- 十二國記（迷你劇CD劇本、電視動畫BD-BOX特典）

2010年
- 信蜂 REVERSE（故事、劇本）

2011年
- UN-GO（故事、劇本）

2012年
- 交響詩篇AO（劇本統籌、劇本）

2013年
- 偵探歌劇 少女福爾摩斯（劇本）
- 假面騎士Wizard（劇本）

2014年
- 未來卡片 戰鬥夥伴 （劇本）
- 烈車戰隊特急者 （劇本）
- 戰艦大和的咖喱飯（日语：戦艦大和のカレイライス）（劇本） ※ 真人劇（由NHK廣島放送局製作的「地域発ドラマ（日语：地域発ドラマ）」）

2015年
- 歸來的烈車戰隊特急者 梦幻的超特急7号（日语：行って帰ってきた烈車戦隊トッキュウジャー 夢の超トッキュウ7号）（劇本）
- Chaos Dragon 赤龍戰役（系列構成助理、劇本）
- Concrete Revolutio～超人幻想～（原作、劇本）
- 牙狼〈GARO〉-紅蓮之月-（劇本統籌、劇本）※與井上敏樹一同擔當劇本統籌

### 劇本集
- 十二国記 アニメ劇本集 (1) - (5)（2002年 - 2004年，講談社X文庫ホワイトハート）
- TVアニメ 鋼の錬金術師 シナリオブック Vol.1 - 4（2004年 - 2005年，スクウェア、エニックス）
- 劇場版 鋼の錬金術師 シャンバラを征く者 シナリオブック（2005年，スクウェア、エニックス）
- ANIMESTYLE ARCHIVE　UN-GO 會川昇劇本集（2012年，スタイル）

### 聲劇
カセットドラマおよびドラマCDの脚本、脚色多数。代表作として
- 悪霊狩り〜Ghost Hunt (1) - (4)（1997年 - 1998年，ビクターエンタテインメント）

### 小説
- 大魔獣激闘　鋼の鬼（1987年，徳間アニメージュ文庫）
- ガンヘッド（日语：ガンヘッド）（正伝、1、2）（1989年，角川文庫）
- 戰鬥吧！！伊庫薩1（上、下）（1989年，角川文庫）
- 孔雀王　魔霊録（1992年，集英社スーパーファンタジー文庫）
- フリーゲント（日语：フリーゲント）（雑誌連載）
- ダンガイオー（日语：ダンガイオー）（雑誌連載）
- 南海奇皇（雑誌連載）
- ハイドジーン（雑誌連載）
- 超人機「狼たちの宴」（『B-CLUB』掲載　三陽五郎名義） トップガンダーとクロスランダーの確執を描く。
- UN-GO 因果論（2012年，ハヤカワ文庫JA）
- 超人幻想 神化三六年（2015年，ハヤカワ文庫JA，「ミステリマガジン」連載）

吸血姬美夕，THE八犬伝の小説は新刊案内にまで掲載されたが，発売されなかった。

### 廣播劇
- 波乗り!アニメジャーナル（日语：波乗り!アニメジャーナル）
  - アニメエクスタシー 〜波乗り!妄想系〜（日语：アニメエクスタシー 〜波乗り!妄想系〜）
- ぼくのマリー

### 遊戲
- グランヒストリア 〜幻史世界記〜（日语：グランヒストリア 〜幻史世界記〜）（1995年，萬普）
- 機動戦艦ナデシコ The blank of 3 years（1998年，世嘉）

## 外部連結
- 會川昇・フィルモグラフィー